# Erotelis armiger
Erotelis armiger är en fiskart som först beskrevs av Jordan och Richardson, 1895.  Erotelis armiger ingår i släktet Erotelis och familjen Eleotridae. IUCN kategoriserar arten globalt som otillräckligt studerad. Inga underarter finns listade i Catalogue of Life.